# Агирре, Кольдо
Луи́с Мари́я Аги́рре Видауррасага (исп. Luis María Aguirre Vidaurrazaga; 27 апреля 1939, Сондика, Страна Басков — 3 июля 2019, Бильбао, Страна Басков) — испанский футболист и футбольный тренер, играл на позиции полузащитника.

## Биография

### Клубная карьера
Агирре дебютировал за «Атлетик Бильбао» в Примере 19 января 1958 года в матче с «Сарагосой»; «Сарагоса» выиграла матч со счётом 2:1. В своём дебютном сезоне сыграл три матча, но при этом «красно-белые» в том сезоне стали обладателями Кубка генералиссимуса. В последующие годы Агирре стал основным игроком «басков», в составе которых за последующие 10 сезонов сыграл 231 матч и забил 44 гола в Примере. 10 октября 1965 года в матче с «Эспаньолом» забил в одном матче 4 гола и принёс «баскам» победу со счётом 4:3, но при этом «Атлетик» по ходу матча проигрывал 3:0.
В 1970 году перешёл в «Сабадель», в котором сыграл только три матча. Последним клубом в карьере для него стал «Аликанте», в котором он играл на любительском уровне.

### Карьера в сборной
Дебютировал за сборную Испании 19 апреля 1961 года в отборе на чемпионат мира 1962 года; Испания выиграла тот матч со счётом 2:1. Всего за сборную Испании сыграл 7 матчей, в которых не отметился забитыми мячами.

### Тренерская карьера
Начинал тренерскую карьеру в клубах низших лиг, а в 1972 году стал главным тренером «Алавеса».
В 1975 году вернулся в Бильбао и работал сначала главным тренером резервной команды «Бильбао Атлетик». В 1976 году стал главным тренером «Атлетика» и с этим клубом были связаны главные тренерские успехи — команда дважды стала 3-й по итогам сезона, а в 1977 году играла в финале Кубка Испании с «Бетисом» и финале Кубка УЕФА с «Ювентусом», но два финала были проиграны.
Среди футбольных клубов с которыми затем работал Агирре были «Эркулес» (1979—1982), «Валенсия» (1983), «Мальорка» (1983), «Логроньес» (1985—1986) и «Льейда».

### Смерть
Скончался 3 июля 2019 года в Бильбао в возрасте 80 лет.